# NGC 4813
NGC 4813 est une petite galaxie lenticulaire située dans la constellation de la Vierge. Sa vitesse par rapport au fond diffus cosmologique est de 1 728 ± 44 km/s, ce qui correspond à une distance de Hubble de 25,5 ± 1,9 Mpc (∼83,2 millions d'al). NGC 4813 a été découverte par l'astronome germano-britannique William Herschel en 1789.
NGC 4813 une galaxie LINER, c'est-à-dire une galaxie dont le noyau présente un spectre d'émission caractérisé par de larges raies d'atomes faiblement ionisés. C'est une galaxie active de type Seyfert 2.